# コーリ・スペッツァーティ
コーリ・スペッツァーティ（イタリア語: cori spezzati）は、ルネサンス音楽とバロック音楽における、とりわけモテットの作曲技法の一つ。空間的に離れた位置にある複数の合唱隊が、交互に歌い継ぐという書法が特徴的である。盛期ルネサンスの多声音楽において優勢を占め、様式上の大きな発展を遂げてそのままバロック音楽の形成を導いた。直訳すると「分けられた合唱隊」という意味で、「分割合唱」という訳語の由来となっている。一方、「複合唱」という訳語は、ドイツ語の Mehrchörigkeit ないしはその英訳である polychoral style に由来する。

## 歴史と変遷
複合唱様式は、聖マルコ大寺院の聳え立つバシリカの特異な建築様式から生じた。向かい合った聖歌隊席の間で起こるディレイ効果に気づいた作曲家たちが、便利な特殊効果としてそれを用い始めたことが発端である。とりわけ近代的な指揮法が発達する以前では、遠く離れた複数の合唱隊に、同時に一つの音楽を演奏させることは無理だったので、たとえば1540年代に同寺院の教会楽長を務めたアドリアン・ヴィラールトのような作曲家は、アンティフォナのような交唱様式によって問題を解決し、向き合った聖歌隊に次々に歌わせ、しばしば楽曲のフレーズに対比をもたらした。このステレオ効果に人気があることが分かると、たちまちその他の作曲家もその発想を模倣し始め、聖マルコ大寺院だけでなく、その他のイタリア中の大聖堂にも採用された。
だが部分的に、ルネサンス音楽からバロック音楽への移行期を決定付けている。別々の集団が交互に歌うという発想は、次第にコンチェルタート様式へと発達し、さまざまな楽器や声部の明示の仕方において、コラール・カンタータやコンチェルト・グロッソ、ソナタといった別々の楽種へと分かれていった。
複合唱様式の発展のピークは、1580年代後半から1590年代にかけてであり、その頃の聖マルコ大寺院の教会楽長はジョゼッフォ・ツァルリーノであったが、首席作曲家はジョヴァンニ・ガブリエーリであった。ジョヴァンニ・ガブリエーリは、具体的に楽器編成を特定した最初の作曲家であり、大人数の吹奏楽を起用している。また、強弱法の指定やエコー効果・音色効果の発展にも着手し、このためにガブリエーリは有名になった。聖マルコ大寺院の壮麗でよく響く音楽は、この頃にヨーロッパ中に広まり、おびただしい数の演奏家がヴェネツィアを訪れ、同地の音楽を聴き、研究し吸収して、学んだものを自国に持ち返ったのである。とりわけドイツは、数々の作曲家がヴェネツィア様式に地域的な修正を加えて使い始めたが、複合唱様式による作曲はその他の国にも浸透し、たとえばスペインではビクトリアが、この手法によって数多くのミサ曲を作曲している。
1603年以降、聖マルコ大寺院におけるすでに相当な装備――オーケストラ、独奏者、合唱――に、通奏低音が加えられ、バロックのカンタータの成立に向けて遥かな道を歩み始めた。聖マルコ大寺院の音楽は、一時期、下降線を辿り、音楽の評価は過去のものとなり、コンチェルタート様式に取って代わられた。1612年にモンテヴェルディが同寺院の教会楽長に任命され、音楽の水準を高い段階に引き戻したものの、複合唱様式はすでに過去の遺物であった。コンチェルタート様式の音楽が、その後のバロック音楽の標準になったのである。

### 代表的作曲家
- ルネサンス音楽
  - アドリアン・ヴィラールト
  - ジョゼッフォ・ツァルリーノ
  - チプリアーノ・デ・ローレ
  - アンドレーア・ガブリエーリ
  - クラウディオ・メールロ
  - ジョヴァンニ・ガブリエーリ
  - ハンス・レーオ・ハスラー
  - グレゴリオ・アレグリ: ミゼレーレ

晩年のラッススも分割合唱のための宗教曲を手懸けている。
- バロック音楽
  - クラウディオ・モンテヴェルディ
  - ハインリヒ・シュッツ
- 19世紀以降
  - フェリックス・メンデルスゾーン: いくつかの宗教曲における二重合唱の利用

### 主要作品
- アドリアン・ヴィラールト《分割合唱による詩篇集 Salmi spezzati》
- アンドレーア・ガブリエーリ《ダヴィデ詩篇集 Psalmi Davidici》
- ジョヴァンニ・ガブリエーリ《宗教曲集（サクレ・シンフォニエ） Sacrae Symphoniae》より
  - 教会にて In ecclesiis
  - ピアノとフォルテのソナタ Sonata pian' e forte
- ヨハン・ゼバスティアン・バッハ: モテットと《マタイ受難曲》における二重合唱
- ヨハネス・ブラームス: 交響曲第4番第1楽章第1主題において、ガブリエーリ流のエコー効果の応用